# Loing
A Loing folyó Franciaország területén, a Szajna bal oldali mellékfolyója.

## Nevének eredete
Neve a gall llwyn vagy loen szóból ered, jelentése állat, barom.

## Földrajzi adatok
A folyó Sainte-Colombe-sur-Loing-nél, Yonne megyében ered 320 méterrel a tengerszint felett, és Moret-sur-Loing-nél, Seine-et-Marne megyében  torkollik a Szajnába. Hossza 142 km, átlagos vízhozama 19 m³ másodpercenként.
Mellékfolyói az Vernisson, Puiseaux, Solin, Cléry és az Ouanne. Briare és Rogny-les-Sept-Écluses között csatorna köti össze a Loire folyóval.

## Megyék és városok a folyó mentén
- Yonne: Saint-Fargeau
- Loiret: Châtillon-Coligny, Montargis
- Seine-et-Marne: Nemours, Moret-sur-Loing